# Kátia Maia
Kátia Maia (19 de agosto de 1973) es una deportista brasileña que compitió en judo. Ganó dos medallas en el Campeonato Panamericano de Judo, en los años 1999 y 2002.

## Palmarés internacional
| Campeonato Panamericano | Campeonato Panamericano         | Campeonato Panamericano | Campeonato Panamericano |
| Año                     | Lugar                           | Medalla                 | Categoría               |
| ----------------------- | ------------------------------- | ----------------------- | ----------------------- |
| 1999                    | Montevideo (Uruguay)            | Medalla de plata        | –52 kg                  |
| 2002                    | Santo Domingo (Rep. Dominicana) | Medalla de bronce       | –52 kg                  |